# Reality (película de 2023)
Reality es una película dramática estadounidense de 2023 dirigida por Tina Satter, a partir de un guion de Satter y James Paul Dallas. Se basa en la transcripción del interrogatorio del FBI de la filtradora de inteligencia estadounidense Reality Winner, que Satter presentó anteriormente como la obra Is This a Room. Está protagonizada por Sydney Sweeney como Winner, con Marchánt Davis y Josh Hamilton en papeles secundarios.
Reality tuvo su premier en el Festival Internacional de Cine de Berlín de 2023 el 18 de febrero de 2023 y se estrenó el 29 de mayo de 2023 por HBO Films. Ha recibido aclamación de la crítica, con elogios por la dirección de Satter y la actuación de Sweeney.

## Reparto
- Sydney Sweeney como Reality Winner
- Marchánt Davis como el agente Taylor (R. Wallace Taylor)
- Josh Hamilton como el agente Garrick (Justin C. Garrick)
- Benny Elledge como "Joe" (Hombre desconocido)
- John Way como agente del FBI

## Producción

### Desarrollo
La película muestra el interrogatorio de la filtradora de inteligencia Reality Winner, que tuvo lugar el día de su arresto el 3 de junio de 2017. Winner, una exmiembro enlistada de la Fuerza Aérea de los Estados Unidos y traductora de la Agencia de Seguridad Nacional, filtró un informe de inteligencia sobre la interferencia rusa en las elecciones presidenciales de Estados Unidos de 2016 al sitio web de noticias The Intercept. Winner fue confrontada en su casa en Augusta, Georgia por los agentes del FBI R. Wallace Taylor y Justin C. Garrick, quienes la interrogaron en el transcurso de una hora en una habitación desocupada de la casa.
Tina Satter convirtió la transcripción del interrogatorio en la representación teatral textual Is This A Room (basada en la cita de la transcripción "¿Es esto una habitación? ¿Es eso una habitación?" dicho en la película por un agente del FBI interpretado por John Way), que se estrenó en The Kitchen en 2019 antes de una carrera extendida Off-Broadway en el Vineyard Theatre más tarde ese año. La producción incluyó a Emily Davis como Winner, con Pete Simpson y TL Thompson como los interrogadores, y Becca Blackwell como "Hombre desconocido", una clasificación en la transcripción del diálogo de varios agentes del FBI que inspeccionaban la casa de Winner durante el interrogatorio. La obra se estrenó en Broadway en el Lyceum Theatre el 10 de octubre de 2021 y cerró el 27 de noviembre de 2021. La propia Winner no participó en la producción durante su etapa inicial fuera de Broadway debido a su encarcelamiento, y no pudo ver la producción de Broadway debido a que aún estaba bajo arresto domiciliario, pero habló extensamente con el equipo creativo luego de su liberación de prisión y estuvo en videollamada en la noche de apertura.
En junio de 2022, se anunció que Is This A Room se adaptaría a una película, con Sydney Sweeney, Marchánt Davis y Josh Hamilton protagonizando y Satter dirigiendo su debut cinematográfico, a partir de un guion que escribió junto a James Paul Davis. En preparación para su papel, Sweeney vio entrevistas y habló con la Winner real a través de Zoom y mensajes de texto. Sweeney usó estas conversaciones para comprender las maneras de hablar de Winner que ella imitaría. Consciente del trabajo de Winner como entrenadora de yoga e instructora de CrossFit, Sweeney también entrenó para aumentar su masa muscular, en algunos casos usando entrenamientos que Winner publicó en su Instagram. Además de sus conversaciones con Sweeney, Winner consultó con los departamentos de vestuario y arte durante todo el proceso de producción. A pesar de su participación y apoyo a la película, Reality Winner afirma que probablemente nunca la verá por sí misma, debido a que considera que la perspectiva de revivir el día de su arresto es demasiado traumática.

### Rodaje
La fotografía principal comenzó en mayo de 2022, en el transcurso de 16 días. La filmación exterior se realizó al comienzo de la producción, con los últimos 9-10 días enfocados en filmar dentro del set. Toda la secuencia del interrogatorio se filmó en orden, lo que a Sweeney le pareció inusual debido a que la mayoría de las producciones en las que había trabajado filmaron fuera de orden.

## Estreno
La película recibió su estreno mundial en el Festival Internacional de Cine de Berlín de 2023 el 18 de febrero de 2023. Poco después, HBO Films adquirió los derechos de distribución de la película.